# 多良間村
多良間村（日语：／ Tarama son */?，琉球語：／ ）是位於琉球列島先島群島的宮古島和石垣島之間的多良間島和水納島上的行政區劃，為日本最美麗的村莊聯盟成員之一。當地以生產甘蔗的農業為主。
村內人口主要集中於多良間島，該島位於宮古島西方約67公里，石垣島東北約35公里，島上地勢平坦。位於多良間島北方12公里的水納島現只有二十餘人住於島上。
全村最高的地方為多良間島北側的八重山遠見台，高度32.8公尺。因為2005年10月，宮古島上的個村町合併為宮古島市，宮古郡下只剩餘多良間村。雖然屬於宮古郡，但文化上受到八重山的影響較宮古的影響多。

## 人口
| 多良間村人口分布圖 |                                                 |  |
| 多良間村與日本全國年齡別人口分布比較圖 （2005年資料） | 多良間村的年齡、男女別人口分布圖 （2005年資料） |  |
| ■紫色是多良間村 ■綠色是全国 | ■藍色是男性 ■紅色是女性                         |  |
| 多良間村人口變化 \| 1970年 \| 2,286人 \| \| \| 1975年 \| 1,805人 \| \| \| 1980年 \| 1,667人 \| \| \| 1985年 \| 1,632人 \| \| \| 1990年 \| 1,463人 \| \| \| 1995年 \| 1,409人 \| \| \| 2000年 \| 1,338人 \| \| \| 2005年 \| 1,370人 \| \| \| 2010年 \| 1,231人 \| \| \| 2015年 \| 1,194人 \| \| \| 2020年 \| 1,058人 \| \| |                                                 |  |
| 資料來源：日本總務省統計中心提供之人口普查數據 |                                                 |  |
| 1970年 | 2,286人                                         |  |
| 1975年 | 1,805人                                         |  |
| 1980年 | 1,667人                                         |  |
| 1985年 | 1,632人                                         |  |
| 1990年 | 1,463人                                         |  |
| 1995年 | 1,409人                                         |  |
| 2000年 | 1,338人                                         |  |
| 2005年 | 1,370人                                         |  |
| 2010年 | 1,231人                                         |  |
| 2015年 | 1,194人                                         |  |
| 2020年 | 1,058人                                         |  |

## 歷史
- 15世紀末由土原春源統一多良間島，之後由其家族統治到17世紀。
- 琉球王國時期：屬於平良間切。
- 1913年2月14日：原本屬於平良村（現為宮古島市的一部份）的多良間島及水納島分割獨立成多良間村。

## 交通

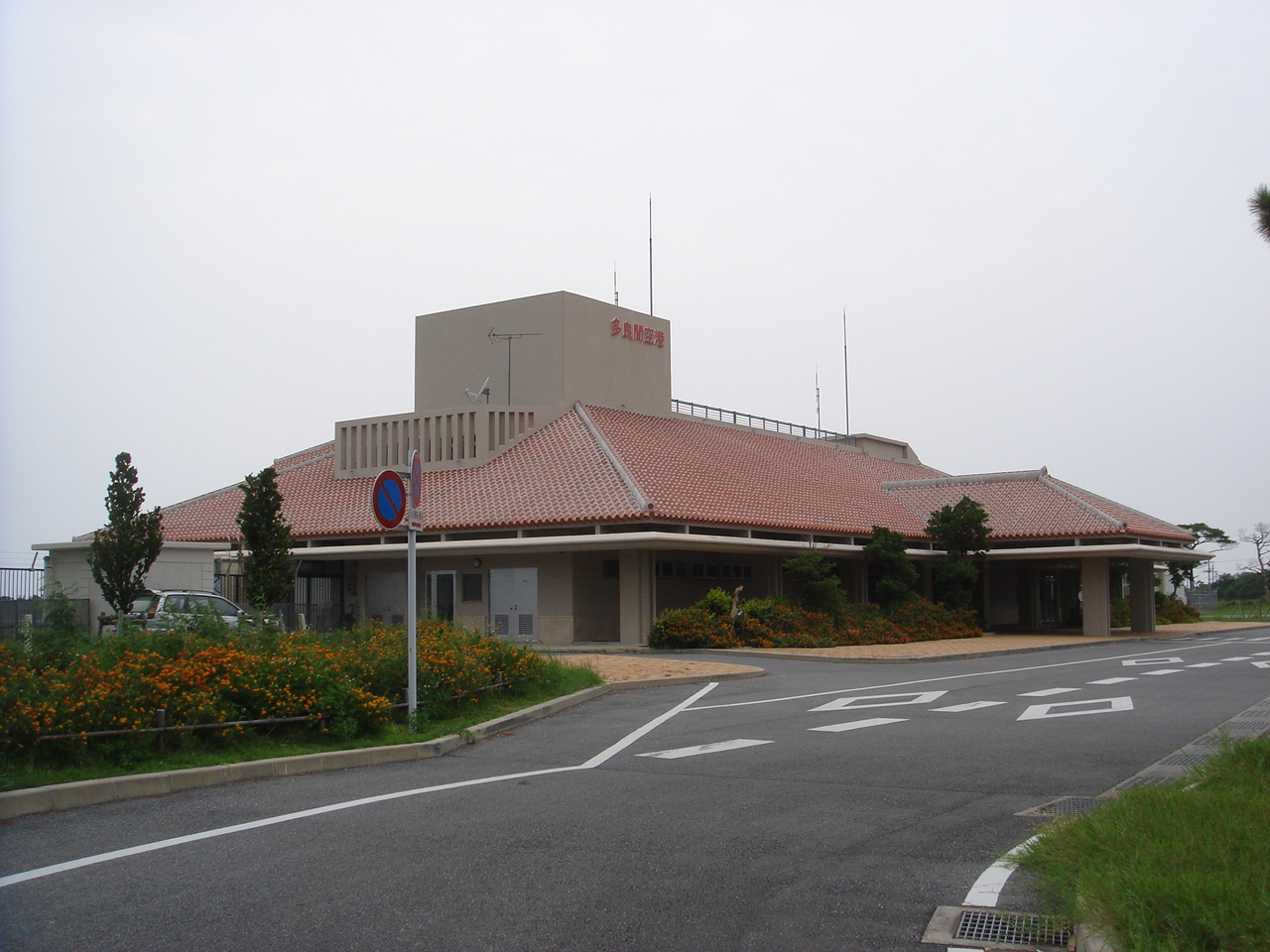
多良間機場

- 無鐵路、高速公路。
- 有巴士、計程車。
- 村上有一個交通號誌。

### 道路
- 沖繩縣道205號多良間多良港縣
- 沖繩縣道233號鹽川仲筋線

### 港口
- 普天間港
- 前泊港
- 水納港

### 機場
- 多良間機場

## 觀光景點

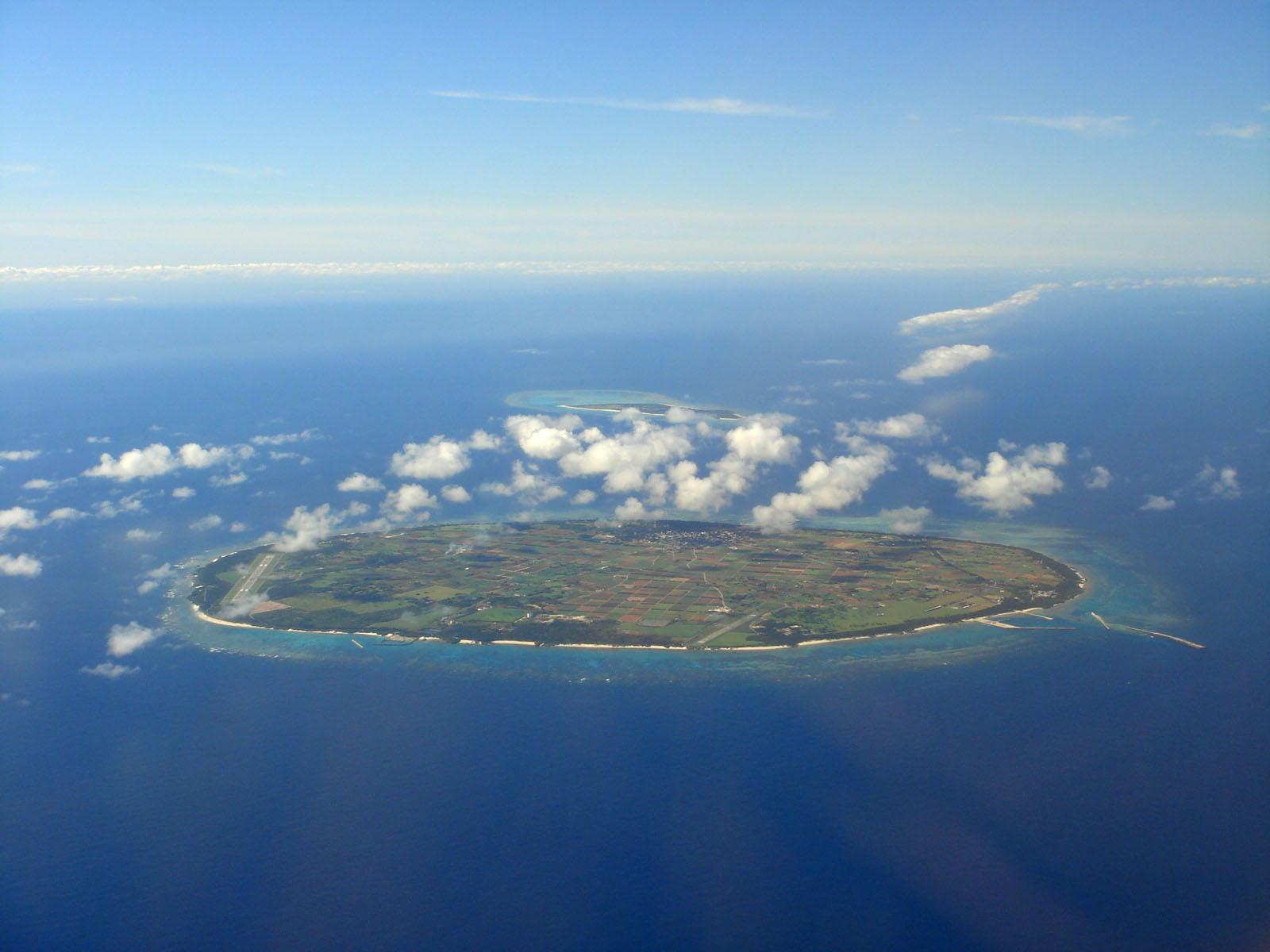
多良間島空照圖，後方為水納島。

- 嶺間御嶽
- 泊御御嶽
- 鹽川御嶽
- 普天間御嶽
- 水納御嶽
- 多良間神社

## 教育
中學校
- 多良間村立多良間中學校（日语：多良間村立多良間中学校）

小學校
- 多良間村立多良間小學校（日语：多良間村立多良間小学校）

## 姊妹、友好城市

### 日本
- 宮古市（岩手縣）

## 外部連結
- （日語）多良間裡 （页面存档备份，存于）

1. ↑  . 多良間村公所.   [2025-06-20] （日语）.